# Reinder Rienk van der Leest
Reinder Rienk van der Leest (Drachten, 29 juni 1933), ook wel publicerend onder de naam R.R.R. van der Leest, is een Friese schrijver en beeldend kunstenaar. Als dichter en romanschrijver behoort hij tot de generatie die in de jaren ’60 het literaire experiment en de contemporaine popcultuur in de Friese literatuur introduceerde. Van der Leest is vooral bekend om zijn Friese light verse en om de Nier en Dynte-reeks, een achttal satirische ‘misdaadromans’. Zijn dichtbundel Keunst en fleanwurk werd in 1981 bekroond met de Gysbert Japicxpriis.

## Leven
Van der Leest groeide op in Leeuwarden, waar hij de HBS volgde en daarna de kweekschool. Hij had liever in Amsterdam aan de kunstacademie gestudeerd, maar dat was financieel niet haalbaar. Na de kweekschool volgde hij een opleiding tot grafisch ontwerper (en bracht dat beroep freelance in de praktijk). Op latere leeftijd volgde hij alsnog een schildersopleiding aan de kunstacademie AKI te Enschede. Van der Leest was eerst onderwijzer in Culemborg, Zaandijk, en het grootste deel van zijn onderwijzerschap in Enschede.
Het overgrote deel van zijn leven heeft Van der Leest dus buiten Friesland doorgebracht. Tegenwoordig woont hij met zijn vrouw in Megen.(Noord-Brabant).

## Publicaties

### Poezie
- Flardeguod (1967)
- Patates mei mayonaise (1967)
- Boartersbûkje 1909 en sextich (poëzie en proza, 1969)
- Practicum (1970)
- Hwat moat in ûntwerper fan pakpapier wol fiele? (1972)
- Kunst en fleanwurk (1979)
- Wyn en fearren: gedichten 1979-1985 (1986)
- Wurk yn útfiering: teksten en tekeningen 1969-1972 (2005)
- Tajefte: sân gedichten (2006)

### Proza
- Komme dy kepers? (draeiboek foar in B-film *****) (Nier en Dynte deel 1, 1969; heruitgegeven in 2001)
- Lampefryske forhalen (verhalenbundel, 1972)
- Boef fan Rys (tekstboek foar in sjongspul) (Nier en Dynte deel 2, 1972; heruitgegeven in 2001)
- It moaiste famke fan Antarctica (Nier en Dynte deel 3, 1974; bewerkte heruitgave 2003)
- Morfeus yn de ûnderwrâld (Nier en Dynte deel 4, 1975, sterk bewerkte heruitgave 2005)
- Cap Súd (jeugdroman, 1980)
- Hertenfrou en Skoppenboer (Nier en Dynte deel 5, 1983)
- Frouljusgambyt (Nier en Dynte deel 6, 1986)
- In kâld keunstje (Nier en Dynte deel 7, 2001)
- Noardlike nachten (roman in versvorm, Nier en Dynte deel 8, 2008)

### Diversen
- Bargebiters-Bûltsjeblazers (lyts Frysk argewaesjespul) (1971)
- De swalkjende partij, in byldferhaal (beeldverhaal, 2004)
- Carmina Burana, Latynske lieten út Benediktbeuren (vertaling, 2005)

## Prijzen
- 1968 - Rely Jorritsmapriis – (verhaal : Lytse griene rite)
- 1969 - Rely Jorritsmapriis – (verhaal : Nachtloop)
- 1981 - Gysbert Japicxpriis voor de dichtbundel Kunst en fleanwurk
- 1983 - Simke Kloostermanpriis voor het jeugdboek Cap Súd